# Amadou Lengani
Amadou Lengani, né le 25 décembre 1990,, est un coureur cycliste ivoirien.

## Biographie
En 2012, Amadou Lengani participe aux championnats d'Afrique sur route, avec la délégation ivoirienne. Il représente également son pays natal aux Jeux de la Francophonie de 2013, puis aux Jeux africains de 2015. Quatre ans plus tard, il devient champion national de Côte d'Ivoire à Zuénoula. Il décroche par ailleurs deux tops dix sur des étapes du Tour du Faso, inscrit au calendrier de l'UCI. 
En 2022, il passe tout proche d'un nouveau titre national en terminant deuxième du championnat de Côte d'Ivoire. Il monte aussi sur le podium de son championnat national en 2024. La même année, il se classe deuxième d'une étape du Tour du Togo.

## Palmarès et résultats

### Palmarès par année
- 2015
  - 2e du Tour de l'Est International
- 2018
  -  Champion de Côte d'Ivoire sur route
- 2022
  - 2e du championnat de Côte d'Ivoire sur route
- 2024
  - 3e du championnat de Côte d'Ivoire sur route

### Classements mondiaux
| Année                                 | 2022  |
| ------------------------------------- | ----- |
| Classement mondial                    | 1307e |
| UCI Africa Tour                       | 68e   |
|                                       |       |
| Légende : nc = non classéSource : UCI |       |